# Вікос (каньйон)
Вікос (каньйон) (грец. Φαράγγι του Βίκου) — каньйон у національному парку в горах Пінд, на північному-сході грецького регіону Епір поблизу міста Яніна. Розташоване на південному схилі гори Тімфі, у довжину сягає близько 20-ти кілометрів, глибина — від 450 до 1600 метрів, а ширина — від 400 до декількох метрів в найвужчих місцях.
Вікос занесено в Книгу рекордів Гіннесса, як найглибша ущелина в світі. При цьому береться до уваги, що ущелини відрізняються від каньйонів за деякими параметрами, наприклад по відношенню, ширина/глибина.

## Розташування
Знаходиться у центрі національного парку Вікос-Аоос. Бере свій початок між поселеннями Монодендрі і Кукулі, а закінчується в районі поселення Вікос. До ущелини відносяться і маленькі річки, які впадають у річку Войдоматіс, формуючу ущелину (каньйон). Більша частина річки розливається сезонно, постійно вона тече лиш в нижній частині ущелини. Для науковців велику цікавість Вікос становить через збережені тут майже недоторкані екосистеми.

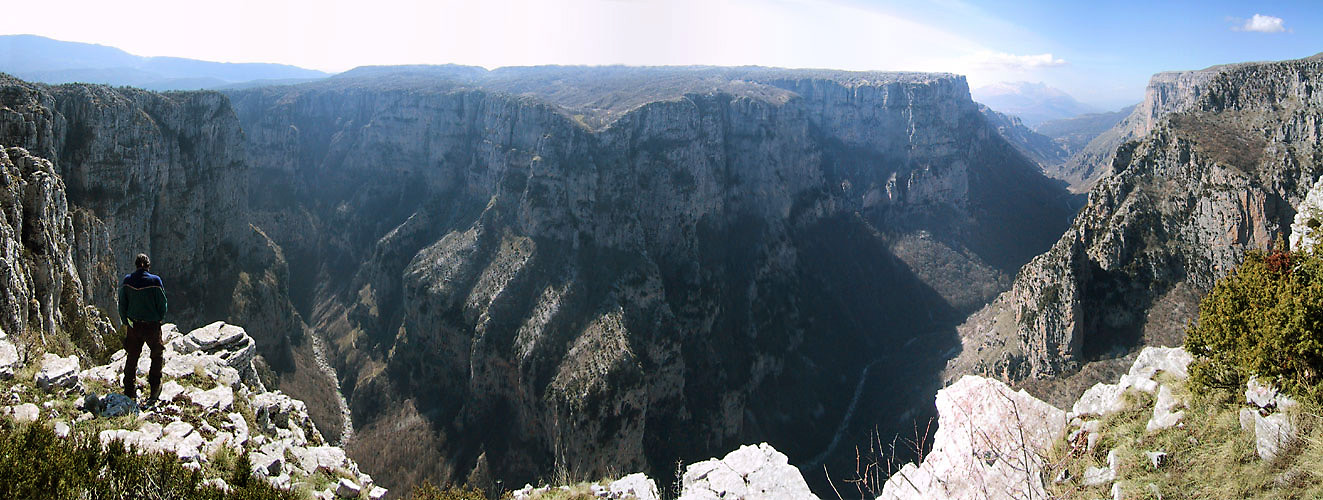
Панорама ущелини (каньйону) Вікос

## Геоморфологія
Ущелина розтягнулася на 20 кілометрів, 12 із яких, належать до зони заповідника, характеризуються різноманітним рельєфом і перепадами височин. Круті схили і обривисті скелясті кручі переважають на середніх рівнях. Численні яри розсікають обидві сторони ущелини, а водні стоки утворюють зсуви кам'янистого ґрунту. Основний напрямок з північного заходу на південний схід, каньйон вимивався річкою Войдоматіс (притока Аооса) мільйони років. Рівень води у річці залежить від пори року, більшу частину якого вода є тільки в самій нижній частині ущелини. У Вікоса добре видно структуру, видні різні вікові пласти. Верхні пласти складаються із вапнякових утворень, нижні із сирого доломіту. Для вапняку характерно при вимиванні водою утворення щілин. Оскільки вапняк розчиняється, вода просочується через поверхню, утворюється дренажна система з печерами і каналами, які збільшуються з часом. Пізніше вони руйнуються і перпендикулярно до схилів утворюються скелясті оголення. Саме тому вода рідко тече по поверхні, і лише коли вона не може розмити ґрунт розливається поверх нього.

## Відпочинок і туризм
Існує природний оглядовий майданчик над найглибшою частиною ущелини в Оксії. Вона знаходиться в трьох кілометрах по новій дорозі від Монодендрі. Ще один оглядовий майданчик з видом на ущелину знаходиться в Білій, на східній стороні ущелини, туди можна піднятися від села Врадето.
Основний туристичний маршрут — спуск по стежці з Монодендрі. Потім стежка веде на північ через ущелину, до річки Войдоматіс. Далі стежка веде до виходу з ущелини біля села Папінго, на північній стороні, або в село Вікос на південній стороні. Також можна пройти на південь від Монодендрі до кам'яного моста XVIII століття біля Кіпі.

## Фотографії

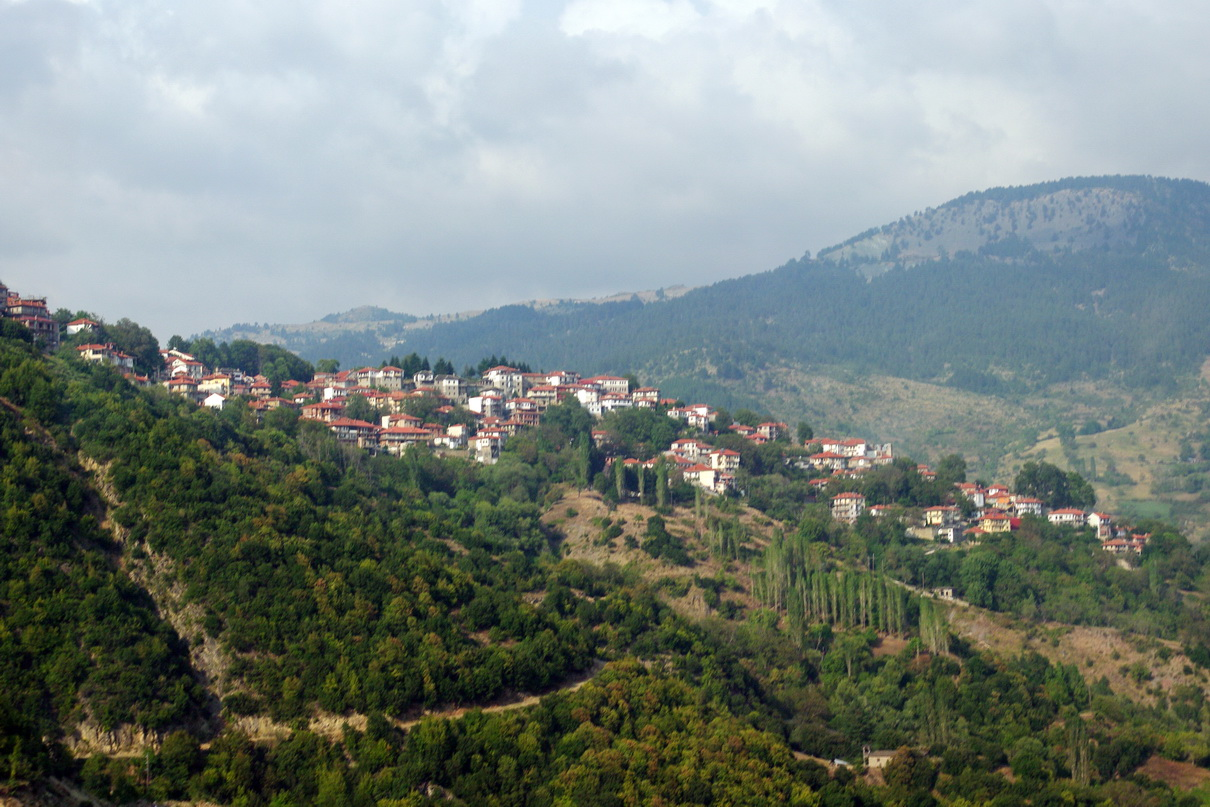
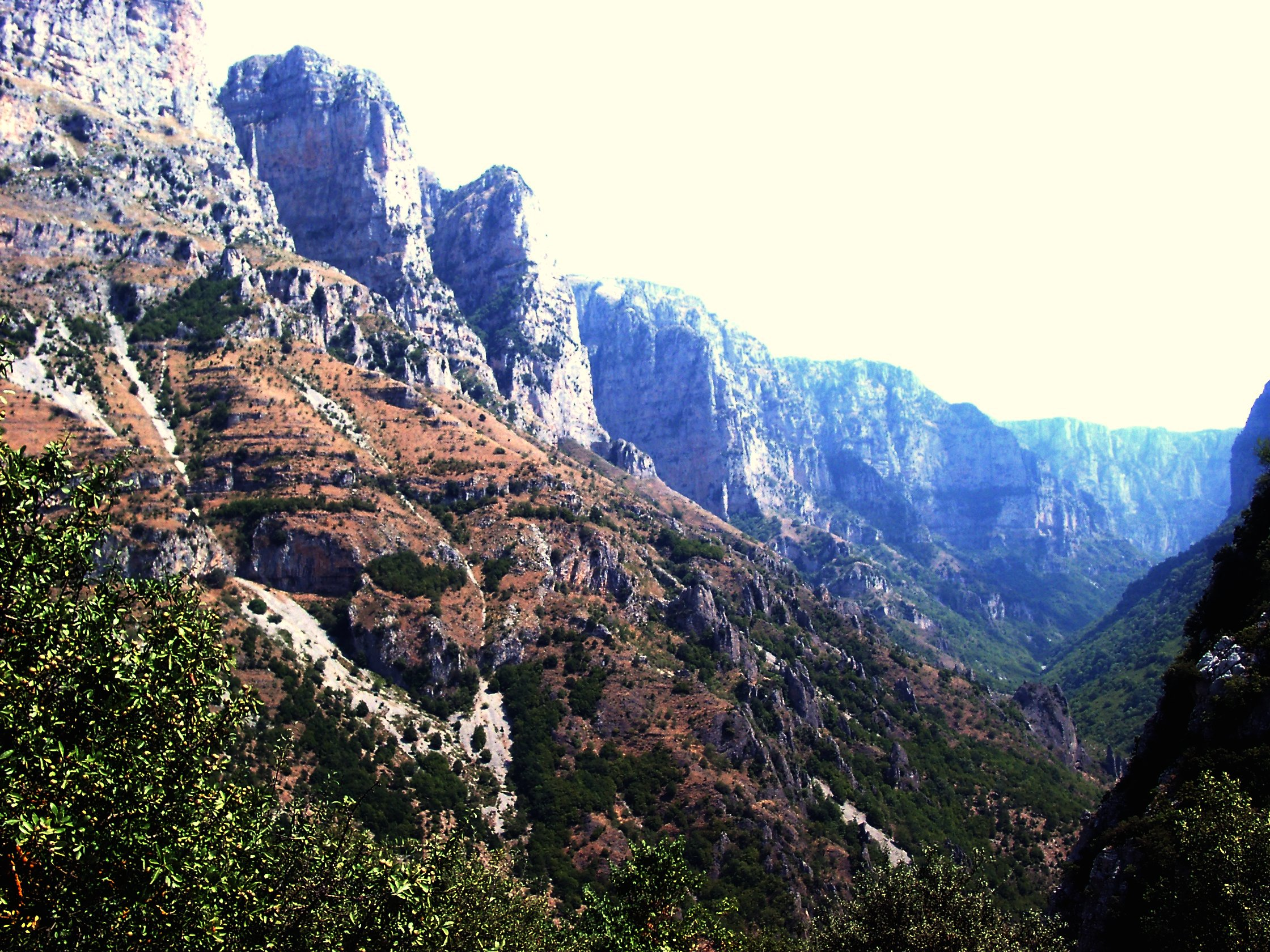
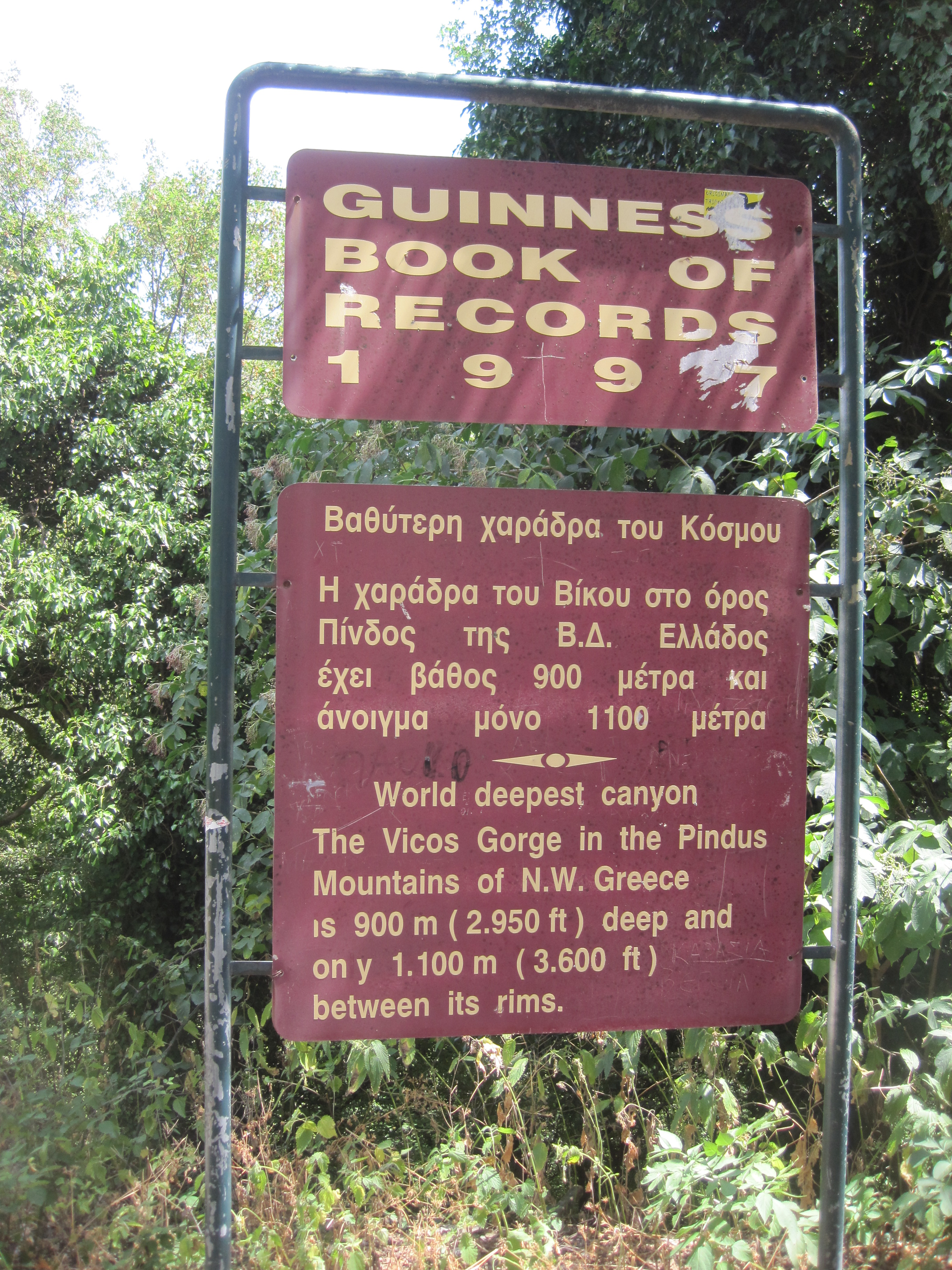
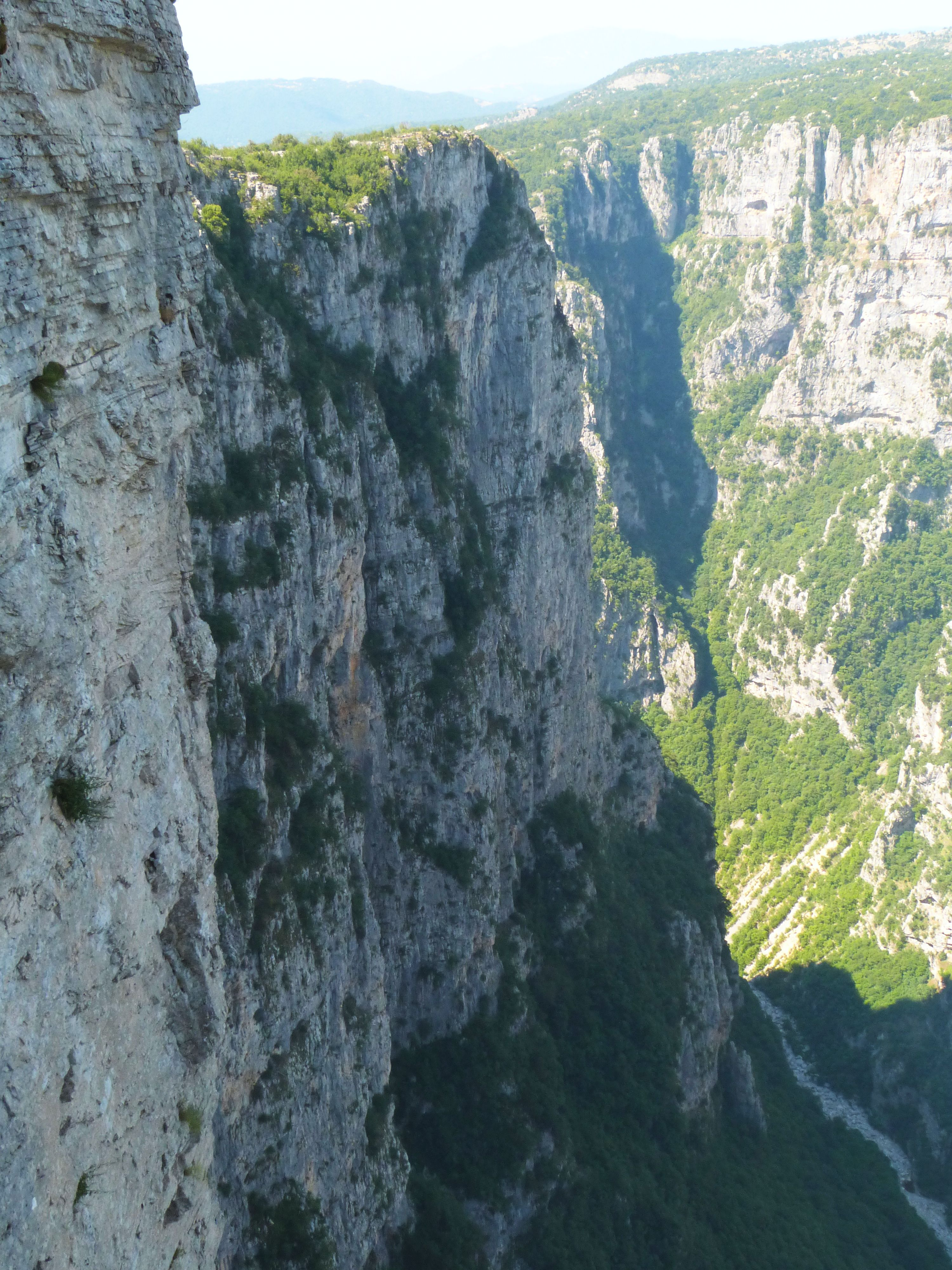
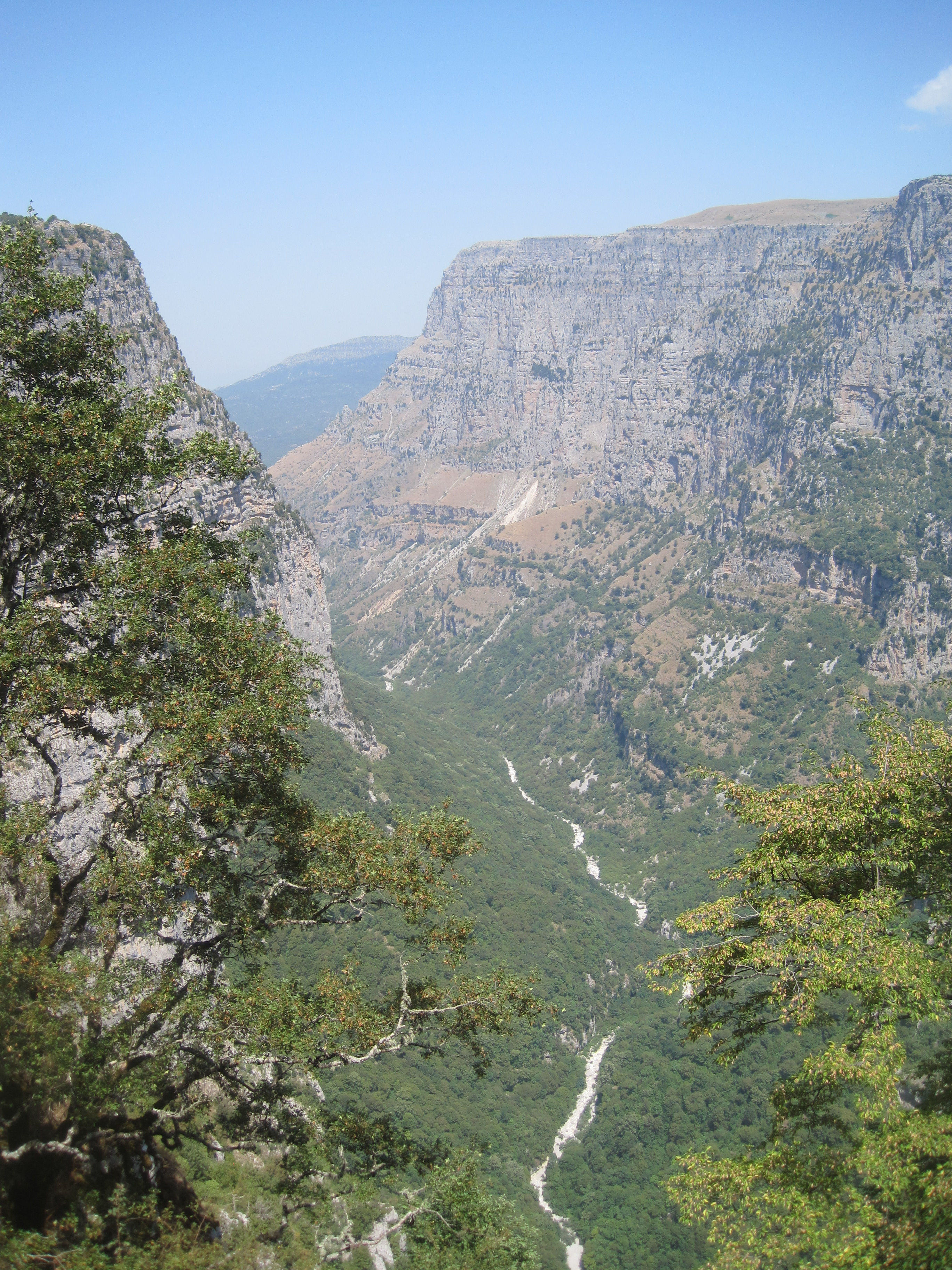
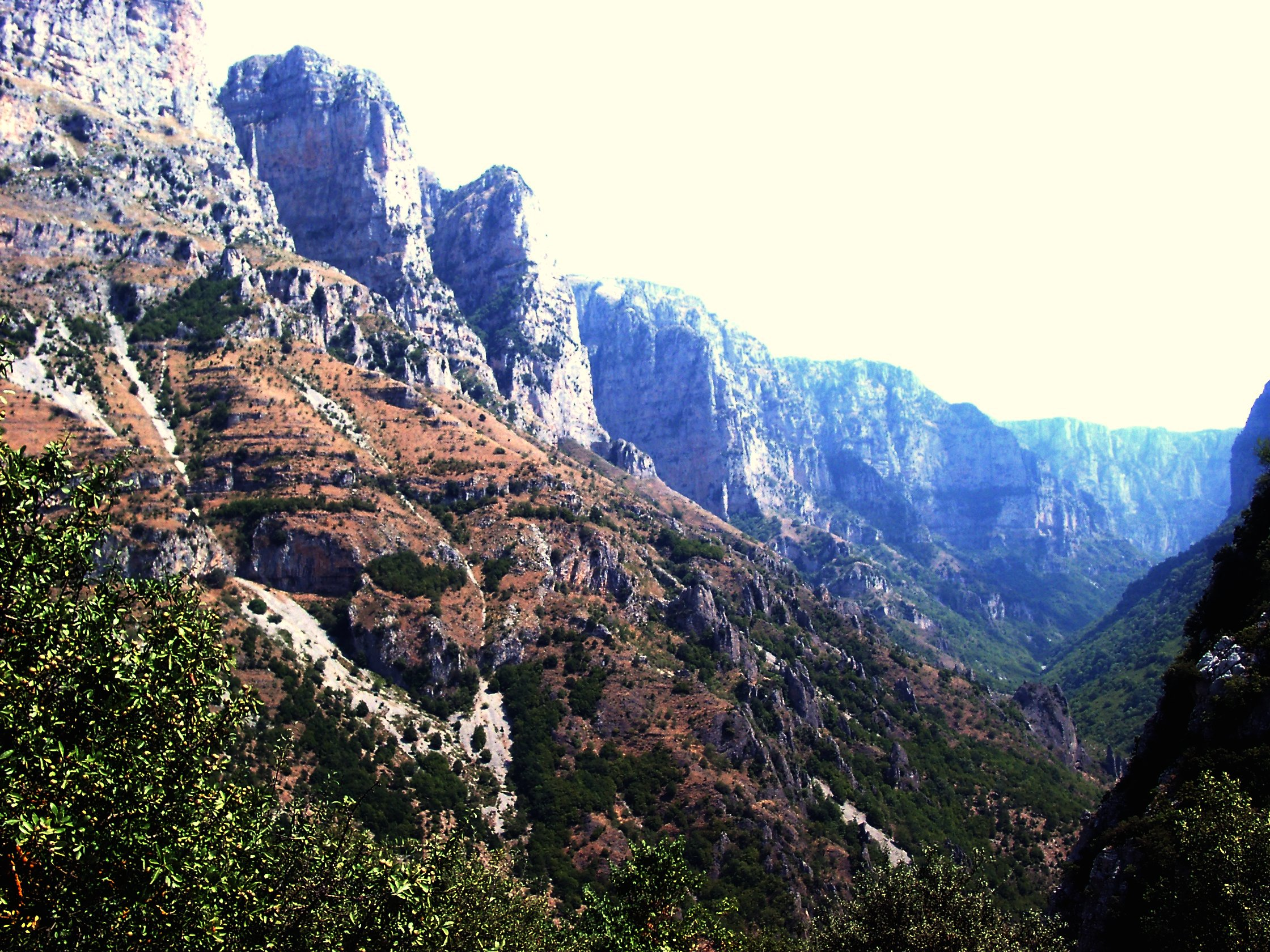
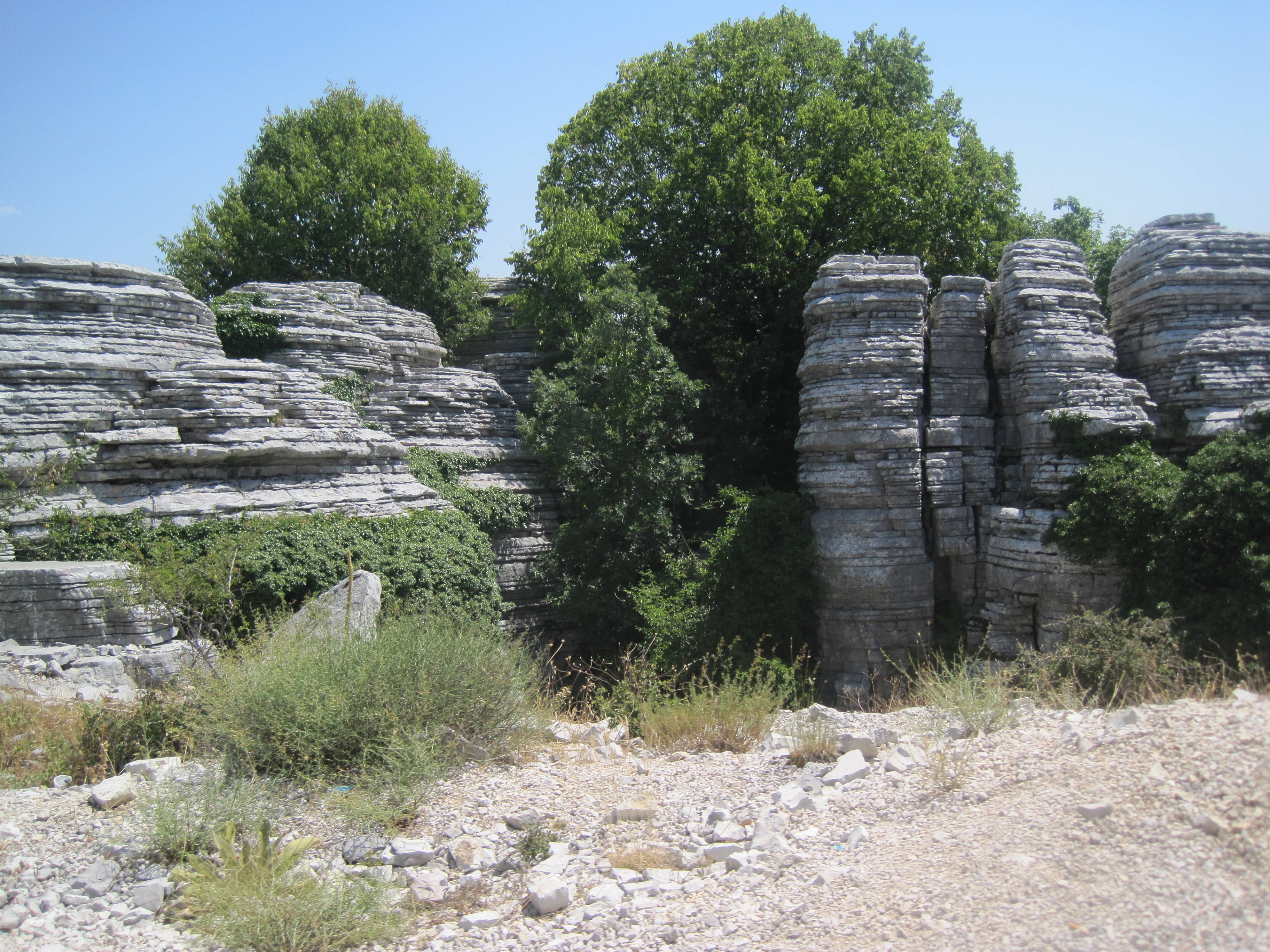